# Нови дадаизам

нови дадаизам (neo-dada; познат и као нови реализам; фр. Nouveau Réalisme) име је уметничке групе која је 1960. формирана у Паризу. Постојала је истовремено са америчким новим реалистима. Групи су припадали, између осталих, и Арман, Ники д Сан Фал, Ив Клајн и Жан Тингели. Одбијали су чисту апстракцију и приказивање „социолошке реалности” на основу Objets trouvés. Њихова објекатска уметност темељила се делом на начелима дадаизма, па је то разлог зашто се овај покрет означава као неодадаизам. Дела ових уметника изведена су делом у облику асамблажа, деколажа и Ready made.